# Ixtapan
Ixtapan är en ort i Mexiko.   Den ligger i kommunen Tonayán och delstaten Veracruz, i den sydöstra delen av landet, 240 km öster om huvudstaden Mexico City. Ixtapan ligger 1 154 meter över havet och antalet invånare är 156.
Terrängen runt Ixtapan är bergig åt nordost, men åt sydväst är den kuperad. Runt Ixtapan är det ganska tätbefolkat, med 111 invånare per kvadratkilometer. Närmaste större samhälle är Misantla, 18,3 km norr om Ixtapan. I omgivningarna runt Ixtapan växer i huvudsak städsegrön lövskog.